# Harry Pottle
Harold George Pottle (* 1925 in Hanwell, Middlesex, Vereinigtes Königreich; † 1998 in Dorset, Vereinigtes Königreich) war ein britischer Filmarchitekt.

## Leben
Pottle besuchte von 1944 bis 1947 das Ealing College of Art und gehörte zeitgleich der Fleet Air Arm an. 1947 stieß er zur britischen Filmindustrie als Zeichner bei Julien Duviviers opulenter Anna Karenina-Verfilmung mit Vivien Leigh. Pottle blieb bis 1956 zeichnerisch tätig und begann im selben Jahr seine Tätigkeit als Filmarchitekt. In diesem Beruf entwarf er die Bauten sowohl für Kinofilme als auch für Fernsehproduktionen, darunter die beliebten Krimiserien Mit Schirm, Charme und Melone und Die 2. Gelegentlich war Pottle auch am Design aufwendiger A-Unterhaltung wie dem Film James Bond 007 – Man lebt nur zweimal oder dem bunten, phantasievollen Kinder-Abenteuer Tschitti Tschitti Bäng Bäng, beides nach Vorlagen von Ian Fleming gestaltet, tätig.

## Filmografie
- 1956: Täter unbekannt (Lost)
- 1959: Die tödliche Falle (Blind Date)
- 1960: Die Rakete zur flotten Puppe (The Bulldog Breed)
- 1960: Snowball
- 1961: Very Important Person
- 1961: Der Tod fährt mit (The Man in the Back Seat)
- 1961 Walzer der Toreros (Waltz of the Toreadors)
- 1962: So ein Gauner hat’s nicht leicht (Crooks Anonymous)
- 1962: O Darling – was für ein Verkehr (The Fast Lady)
- 1963: Ach, du lieber Vater (Father Came Too)
- 1963/64: The Human Jungle (Fernsehserie)
- 1965/66: Mit Schirm, Charme und Melone (The Avengers) (Fernsehserie)
- 1966: James Bond 007 – Man lebt nur zweimal (You Only Live Twice)
- 1968: Tschitti Tschitti Bäng Bäng (Chitty Chitty Bang Bang)
- 1969: Die letzten Abenteurer (The Adventurers)
- 1969: Mister Jerico
- 1970: Jagd durchs Feuer (The Firechasers)
- 1971–72: Die 2 (The Friendly Persuaders) (Fernsehserie)
- 1972: Die tödliche Vision (Baffled!)
- 1973: Die Frucht des Tropenbaumes (The Tamarind Seed)
- 1974: Love From A to Z
- 1974: Die Wilby-Verschwörung (The Wilby Conspiracy)
- 1975: Alfie, der liebestolle Schürzenjäger (Alfie Darling)
- 1976: The Chiffy Kids (Fernsehserie)
- 1976: The Uncanny
- 1977: Tote schlafen besser (The Big Sleep)
- 1978: Die 39 Stufen (The 39 Steps)
- 1978: Mord an der Themse (Muder by Decree)
- 1979: Die Bäreninsel in der Hölle der Arktis (Bear Island)
- 1982: Charles & Diana: A Royal Love Story
- 1983: Funny Money – Tödliche Kreditkarten (Funny Money)
- 1984: Das Schlitzohr (Turk 182!)
- 1985: Florence Nightingale
- 1986: Der zweite Sieg (The Second Victory)
- 1988: Detroit City – Ein irrer Job (Collision Course)
- 1989: Act of Will (Fernsehvierteiler)
- 1989: Der Harte und der Zarte (Loose Cannons)
- 1992: Mach’s nochmal, Columbus (Carry On Columbus)
- 1994: Vorsicht Nachbarn (It Runs in the Family)